# Flûtiste balancé
Psophodes olivaceus
Espèce
Statut de conservation UICN

 LC  : Préoccupation mineure
Le Flûtiste balancé (Psophodes olivaceus) ou Psophode à tête noire est une espèce de passereaux appartenant à la famille des Psophodidae.

## Répartition
Il est endémique à l'est de l'Australie.